# Dudley Castle Hill
Dudley Castle Hill var en civil parish från 1858 till 1929 då den blev en del av Dudley, i grevskapet Staffordshire (nu West Midlands), i England. Denna civil parish hade 29 invånare år 1921.